# معركة قاعة الرقص (أغنية)
معركة قاعة الرقص (بالإنجليزية: The Ballroom Blitz)‏ هي أغنية لفريق الروك البريطاني «ذا سويت». كتبها نيكي تشين ومايك تشابمان. وصلت الأغنية إلى المركز الأول في كندا، والمركز الثاني على قائمة أفضل الأغاني في المملكة المتحدة،وأستراليا، والمركز الخامس على قائمة الهوت بيلبورد 100.

## خلفية الأغنية وتطورها
الأغنية مستوحاة من حادثة وقعت في 27 يناير 1973 عندما كان الفريق يؤدي في القاعة الكبرى في كيلمارنوك باسكتلندا، وتم دفعه خارج المسرح بواسطة قذف زجاجات.
تم تسجيل الأغنية في لندن، وصدرت كأغنية فردية في سبتمبر 1973. ظهرت الأغنية في النسختين الأمريكية والكندية من البوم «شارع الخراب»، ولكنها لم تظهر أبدًا في ألبومات تصدر في المملكة المتحدة بخلاف مجموعات الأغاني الناجحة. عزف الجيتار في أول الأغنية ولازمة الطبل، تشبه أغنية عام 1963 لبوبي كومستوك بعنوان «دعونا نرقص».

## نسخ مختلفة للأغنية
كانت أول نسخة من الأغنية من أداء «لاس هامفريز سنجرز» عام 1974، وهو أول أغنية ألمانية تصل إلى المرتبة الأولى في نيوزيلندا. صدرت نسخة أخرى في عام 1979، لفريق «ذي دامند the Damned»، وفي عام 1984 قدمها فريق الميتال السويسري «كروكس Krokus»، كما قدمها فريق البنك روك الأمريكي «سيرف بانكس» عام 1988. قدم أغنية «قاعة الرقص» في عام 1991، فريق «سكانتش» الياباني المتخصص في موسيقى الجلام روك، كما قدمها أيضا فريق الميتال ميوزك الأمريكي «نيوكليار اسولت» عام 1991، وقدمها أيضا فريق الروك الأمريكي «كاليبريتو 13» عام 2000. سجل فريق الروك البريطاني «ذي ستراتس» نسخته من الأغنية عام 2016.

## طاقم العزف والتسجيل
- بريان كونولي: غناء رئيسي
- ستيف بريست: جيتار باس وغناء مساند والكلمات المنطوقة
- أندي سكوت: جيتار وغناء مساند
- ميك تاكر: الطبول وغناء مساند[19]

## كلمات الأغنية
هل أنت جاهز يا ستيف؟ اه ها Are you ready, Steve? Uh-ha
آندي؟ بلى Andy, Yeah
ميك؟ حسنا Mick, Okay
حسنًا، أيها الرفاق، لنذهب All right, fellows, let's go
كان الأمر يزداد صعوبة للغاية Oh, it's been getting so hard
أن احيا مع الأشياء التي تفعلها بي Livin' with the things you do to me
احلامي تصبح غريبة جدًا My dreams are getting so strange
أود أن أخبرك بكل ما أراه I'd like to tell you everything I see
أرى رجلاً في الخلف، في واقع الأمر Oh, I see a man at the back as a matter of fact
عيناه حمراء كالشمس His eyes are red as the sun
والفتاة في الزاوية، لا يمكن تجاهلها And a girl in the corner, let no one ignore her
لانها تعتقد انها الفتاة المثيرة Cause she thinks she's the passionate one'
أوه نعم، كان مثل البرق Oh yeah, it was like lightning
كل شخص كان مروع Everybody was frightening
وكانت الموسيقى مريحة And the music was soothing
وبدأوا جميعًا يتمايلون And they all started grooving
أجل، أجل، أجل، أجل، أجل Yeah, yeah, yeah, yeah, yeah
وقال الرجل في الخلف: «الكل يهاجم» "And the man at the back said: "Everyone attack
وتحولت إلى معركة بقاعة الرقص And it turned into a ballroom blitz
وقالت الفتاة في الزاوية: «يا فتى أريد أن أحذرك» "And the girl in the corner said: "Boy, I wanna warn ya
سوف تتحول إلى معركة قاعة رقص It'll turn into a ballroom blitz
معركة قاعة رقص، معركة قاعة رقص Ballroom blitz, Ballroom blitz
أوه، أنا أتواصل من أجل شيء ما Oh, I'm reaching out for something
لمس أي شيء هو كل ما أفعله Touching nothing's all I ever do
أوه، أنا أتواصل معك بهدوء Oh, I softly call you over
عندما تظهر، لم يتبق منك شيء When you appear, there's nothing left of you, ah-ha
الآن الرجل في الخلف جاهز للكسر Now the man at the back is ready to crack
كما يرفع يديه إلى السماء As he raises his hands to the sky
والفتاة في الزاوية هي حداد الجميع And the girl in the corner is everyone's mourner
يمكن أن تقتلك بغمزة من عينها She could kill you with a wink of her eye
أوه نعم، كانت كهربائية Oh yeah, it was electric
محمومة جدا So frantically hectic
وبدأت الفرقة بالمغادرة And the band started leaving
لأنهم توقفوا عن التنفس 'Cause they all stopped breathing
أجل، أجل، أجل، أجل، أجل Yeah, yeah, yeah, yeah, yeah
وقال الرجل في الخلف: «الكل يهاجم» "And the man at the back said: "Everyone attack

## وصلات خارجية
https://www.youtube.com/watch?v=z_jdiU47bFA معركة قاعة الرقص (أغنية)
https://www.songfacts.com/facts/sweet/ballroom-blitz معركة قاعة الرقص (أغنية)
https://secondhandsongs.com/performance/1191 معركة قاعة الرقص (أغنية)